# Віленський Дмитро Гермогенович
Віленський Дмитро Гермогенович (18(30).06.1892— 13.02.1960) — ґрунтознавець, геоботанік, флорист, завідувач секції геоботаніки науково-дослідної кафедри  ґрунтознавства Харківського сільськогосподарського інституту (1924-1930).

## Біографія
Дмитро Гермогенович 1 серпня 1892 року у м. Шепетівці Ізяславського повіту Волинської губернії.
У 1917 році закінчив сільськогосподарське відділення Київського політехнічного інституту.
З 1917 по 1921 роки викладач кафедр рільництва агрономічного факультету Саратівського державного університету.
У 1922 році доцент кафедри загального рільництва Тифліського політехнічного інституту.
У 1924 році очолював секцію геоботаніки науково-дослідної кафедри ґрунтознавства Харківського сільськогосподарського інституту.
У 1930 році очолює кафедру ґрунтознавства та гідрології Київського інженерно-меліоративного інституту, заступник директора з наукової роботи.
З червня 1933 року директор Київського інженерно-меліоративного інституту, керівник сектору Всеукраїнського науково-дослідного інституту агроґрунтознавства та хімізації сільського господарства.
З 1933 році працює в Московському державному університеті імені М. В. Ломоносова,  член Американського географічного товариства.
У 1935 році Президент Міжнародної комісії з класифікації, картографії і географії.
У 1939 році Дмитро  Гермогенович  створює і очолює кафедру  географії ґрунтів.
У 1947 році член-кореспондент Академії сільськогосподарських наук Чехословаччини.
У 1960 році помер.

## Внесок в науку
Вивчав засолені ґрунти (солонці та солончаки) та їх генезис, результати досліджень яких узагальнив у монографії 1924 р.. Низку пізніших публікацій присвятив засоленим ґрунтам України, Азербайджану, США тощо. Досліджував також рослинність пісків.
Став автором підручника «Ботаніка» (Х., 1928), який був неодноразово перевиданий; був співредактором журналу «Почвоведение».
За власною методикою разом із Г. Маховим зібрав колекцію ґрунтів України, що була представлена на 1-му Міжнародному ґрунтознавчому конгресі у Вашингтоні.

## Найважливіші праці Д. Виленського
Дмитро Гермогенович автор понад 195 праць, з них 23 вийшли іноземною мовою.
Основні праці:
- Аналогические ряды в почвообразовании и их значение для построения генетической классификации почв. Тифлис, 1924.
- Alkali soils of Ukraina // Мат. дослідж. ґрунтів України. 1927. № 6.
- Агропочвенные работы на Украине // Почвоведение. 1931. № 5–6.
- Агроинвентиризация почв в УССР // Там само. 1933. № 2.
- Русская почвенно-картографическая школа и ее влияние на развитие мировой картографии почв. Москва; Ленинград, 1945; Почвоведение: Учеб. Москва, 1950; 1954; 1957.
- История почвоведения в России. Москва, 1958.
- География почв. Москва, 1961.

## Відзнаки та нагороди
- орден «Знак пошани»;
- медаль «За доблесну працю в Великій Вітчизняній війні».